# Liga de Campeones de la UEFA 2010-11
La Liga de Campeones de la UEFA 2010-11 fue la 56.ª edición de la máxima competición futbolística de clubes de Europa. Arrancó a finales de junio de 2010 y concluyó en mayo de 2011.
En esta edición el Barcelona se coronó campeón frente al Manchester United, siendo la segunda vez que estos dos equipos se enfrentan en una final de Liga de Campeones, en el Estadio de Wembley el sábado 28 de mayo de 2011 confirmando su victoria de hace dos años, a merced de los goles de Pedro, Villa y Messi frente al único gol inglés de Wayne Rooney, para acabar con un resultado final de 3-1 y consagrarse campeón europeo por cuarta vez en su historia.

## Rondas previas de clasificación
Un total de 76 equipos participaron en esta edición procedentes de un total de 52 federaciones afiliadas a la UEFA sin incluir la de Liechtenstein, la cual no tiene una competición de liga propia. De estos 76 equipos, 22 se clasificaron de forma directa, incluyendo el campeón de la anterior edición, el Internazionale. Los otros 54 disputaron diversas rondas previas hasta llegar a la fase de grupos.

### Primera ronda previa
Participaron los campeones de las 4 ligas con el coeficiente UEFA más bajo del año 2009. El sorteo tuvo lugar junto con el de las dos primeras rondas previas de la Liga Europa de la UEFA el 21 de junio de 2010; la ida de las eliminatorias se disputó el 29 y el 30 de junio, mientras que la vuelta se jugó el 6 y el 7 de julio.
| Equipo local ida | Resultado | Equipo visitante ida | Ida | Vuelta |
| ---------------- | --------- | -------------------- | --- | ------ |
| SP Tre Fiori     | 1:7       | FK Rudar Pljevlja    | 0:3 | 1:4    |
| FC Santa Coloma  | 3:7       | Birkirkara FC        | 0:3 | 3:4    |

### Segunda ronda previa
Participaron los 2 vencedores de la ronda anterior junto a los campeones de las ligas clasificadas entre las posiciones 17 y 49 (ambas inclusive) del ranking de coeficientes UEFA de 2009, salvo la federación de Liechtenstein, al carecer de una competición propia de liga. El mismo sorteo de la primera ronda previa sirvió para establecer las eliminatorias de la segunda. La ida se disputó el 13 de julio y el 14 de julio, mientras que la vuelta se jugó el 20 de julio y el 21 de julio.
| Equipo local ida      | Resultado global | Equipo local vuelta     | Ida | Vuelta  |
| --------------------- | ---------------- | ----------------------- | --- | ------- |
| FK Liepājas Metalurgs | 0:5              | Sparta Praga            | 0:3 | 0:2     |
| FC Aktobe             | 3:1              | FC Olimpi Rustavi       | 2:0 | 1:1     |
| FC Levadia Tallinn    | 3:4              | Debreceni VSC           | 1:1 | 2:3     |
| Partizan Belgrado     | 4:1              | FC Pyunik               | 3:1 | 1:0     |
| FK Inter Baku         | 1:1(8-9 p)       | Lech Poznań             | 0:1 | 1:0     |
| NK Dinamo Zagreb      | 5:4              | FC Koper                | 5:1 | 0:3     |
| PFC Litex Lovech      | 5:0              | FK Rudar Pljevlja       | 1:0 | 4:0     |
| Birkirkara FC         | 1:3              | MŠK Žilina              | 1:0 | 0:3     |
| FC Sheriff Tiraspol   | 3:2              | KS Dinamo Tirana        | 3:1 | 0:1     |
| Hapoel Tel Aviv FC    | 6:0              | FK Željezničar Sarajevo | 5:0 | 1:0     |
| AC Omonia             | 5:0              | FK Renova               | 3:0 | 2:0     |
| Red Bull Salzburgo    | 5:1              | HB Tórshavn             | 5:0 | 0:1     |
| Bohemian FC           | 1:4              | The New Saints FC       | 1:0 | 0:4     |
| BATE Borisov          | 6:1              | FH Hafnarfjörður        | 5:1 | 1:0     |
| AIK Solna             | 1:0              | Jeunesse Esch           | 1:0 | 0:0     |
| Linfield FC           | 0:2              | Rosenborg BK            | 0:0 | 0:2     |
| FK Ekranas            | 1:2              | HJK Helsinki            | 1:0 | 0:2(pr) |

### Tercera ronda previa
La tercera ronda previa, así como la siguiente se dividieron entre los equipos campeones de sus respectivas ligas y los poseedores de las últimas plazas de las 15 mejores ligas del ranking de coeficientes UEFA de 2009. El sorteo tuvo lugar en Nyon el 16 de julio de 2010, junto con el de la tercera ronda previa de la Liga Europa de la UEFA. La ida de las eliminatorias se celebró el 27 y el 28 de julio de 2010, mientras que la vuelta se jugó el 3 y el 4 de agosto.

#### Tercera ronda previa para campeones de liga
Participaron los 17 vencedores de la ronda anterior junto a los campeones de las ligas clasificadas entre las posiciones 14 y 16 (ambas inclusive) del ranking de coeficientes UEFA de 2009. Los perdedores de esta ronda entraron en el sorteo de la eliminatoria de la Europa League previsto para el 6 de agosto en Nyon.
| Equipo local ida  | Resultado    | Equipo visitante ida | Ida | Vuelta |
| ----------------- | ------------ | -------------------- | --- | ------ |
| Sparta Praga      | 2:0          | Lech Poznań          | 1:0 | 1:0    |
| Aktobe            | 2:3          | Hapoel Tel Aviv      | 1:0 | 1:3    |
| Sheriff Tiraspol  | (p. 6-5) 2:2 | Dinamo Zagreb        | 1:1 | 1:1    |
| Litex Lovech      | 2:4          | MŠK Žilina           | 1:1 | 1:3    |
| Debreceni         | 1:5          | Basel                | 0:2 | 1:3    |
| AIK Solna         | 0:4          | Rosenborg            | 0:1 | 0:3    |
| Partizan Belgrado | 5:1          | HJK Helsinki         | 3:0 | 2:1    |
| BATE Borisov      | 2:3          | Copenhague           | 0:0 | 2:3    |
| The New Saints    | 1:6          | Anderlecht           | 1:3 | 0:3    |
| AC Omonia         | 2:5          | Red Bull Salzburgo   | 1:1 | 1:4    |

#### Tercera ronda previa para no campeones de liga
Participaron 10 equipos pertenecientes a las ligas nacionales clasificadas entre las posiciones 6 y 15 (ambas inclusive) del ranking de coeficientes UEFA de 2009. Los perdedores de esta ronda entraron en el sorteo del playoff de la Europa League previsto para el 6 de agosto en Nyon.
| Equipo local ida | Resultado | Equipo visitante ida | Ida | Vuelta |
| ---------------- | --------- | -------------------- | --- | ------ |
| Ajax Ámsterdam   | (v.) 4:4  | PAOK Salónica        | 1:1 | 3:3    |
| Dinamo Kiev      | 6:1       | KAA Gent             | 3:0 | 3:1    |
| Young Boys       | 3:2       | Fenerbahçe           | 2:2 | 1:0    |
| Sporting Braga   | 4:2       | Celtic               | 3:0 | 1:2    |
| Unirea Urziceni  | 0:1       | San Petersburgo      | 0:0 | 0:1    |

### Cuarta ronda previa (Ronda de play-off)
La cuarta ronda previa siguió la dinámica de su antecesora. El sorteo tuvo lugar en Nyon el 6 de agosto de 2010, junto con el de la cuarta ronda previa de la UEFA Europa League. La ida de las eliminatorias se celebrará el 17 y el 18 de agosto de 2010, mientras que la vuelta se jugará el 24 y el 25 de agosto.

#### Ronda de play-off para campeones de liga
| Equipo local ida   | Resultado    | Equipo visitante ida | Ida | Vuelta |
| ------------------ | ------------ | -------------------- | --- | ------ |
| Red Bull Salzburgo | 3:4          | Hapoel Tel Aviv      | 2:3 | 1:1    |
| Rosenborg          | 2:2 (v.)     | Copenhague           | 2:1 | 0:1    |
| Basel              | 4:0          | Sheriff Tiraspol     | 1:0 | 3:0    |
| Sparta Praga       | 0:3          | MŠK Žilina           | 0:2 | 0:1    |
| Partizan Belgrado  | (p. 3-2) 4:4 | Anderlecht           | 2:2 | 2:2    |

#### Ronda de play-off para no campeones de liga
| Equipo local ida      | Resultado | Equipo visitante ida | Ida | Vuelta  |
| --------------------- | --------- | -------------------- | --- | ------- |
| Young Boys            | 3:6       | Tottenham Hotspur    | 3:2 | 0:4     |
| Sporting Braga        | 5:3       | Sevilla              | 1:0 | 4:3     |
| Werder Bremen         | 5:4       | Sampdoria            | 3:1 | (pr)2:3 |
| Zenit San Petersburgo | 1:2       | Auxerre              | 1:0 | 0:2     |
| Dinamo Kiev           | 2:3       | Ajax Ámsterdam       | 1:1 | 1:2     |

## Fase de grupos
- Todos los encuentros se disputan a las 20:45 CET, excepto los celebrados en Rusia que se juegan a las 18:30 CET.
- El sorteo se realizó el 26 de agosto de 2010 en Mónaco.
- Los siguientes equipos debutan en la fase final de la Liga de Campeones: Bursaspor, Hapoel Tel-Aviv, Sporting de Braga, Twente, Žilina y Tottenham (este último disputó la Copa de Europa 1961-62).

|  | Equipos clasificados para los Octavos de final.                     |
|  | Equipos repescados para los 1/16 de final de la UEFA Europa League. |
|  | Equipos eliminados de toda competición europea.                     |

### Grupo A
| Equipo            | Pts. | PJ | PG | PE | PP | GF | GC | Dif. |
| ----------------- | ---- | -- | -- | -- | -- | -- | -- | ---- |
| Tottenham Hotspur | 11   | 6  | 3  | 2  | 1  | 18 | 11 | +7   |
| Inter de Milán    | 10   | 6  | 3  | 1  | 2  | 12 | 11 | +1   |
| Twente            | 6    | 6  | 1  | 3  | 2  | 9  | 11 | -2   |
| Werder Bremen     | 5    | 6  | 1  | 2  | 3  | 6  | 12 | -6   |

| Fecha            | Lugar             | Local             | Resultado | Visitante         |
| ---------------- | ----------------- | ----------------- | --------- | ----------------- |
| 14 de septiembre | FC Twente Stadion | Twente            | 2:2       | Inter de Milán    |
| 14 de septiembre | Weserstadion      | Werder Bremen     | 2:2       | Tottenham Hotspur |
| 29 de septiembre | White Hart Lane   | Tottenham Hotspur | 4:1       | Twente            |
| 29 de septiembre | Giuseppe Meazza   | Inter de Milán    | 4:0       | Werder Bremen     |
| 20 de octubre    | Giuseppe Meazza   | Inter de Milán    | 4:3       | Tottenham Hotspur |
| 20 de octubre    | FC Twente Stadion | Twente            | 1:1       | Werder Bremen     |
| 2 de noviembre   | White Hart Lane   | Tottenham Hotspur | 3:1       | Inter de Milán    |
| 2 de noviembre   | Weserstadion      | Werder Bremen     | 0:2       | Twente            |
| 24 de noviembre  | Giuseppe Meazza   | Inter de Milán    | 1:0       | Twente            |
| 24 de noviembre  | White Hart Lane   | Tottenham Hotspur | 3:0       | Werder Bremen     |
| 7 de diciembre   | FC Twente Stadion | Twente            | 3:3       | Tottenham Hotspur |
| 7 de diciembre   | Weserstadion      | Werder Bremen     | 3:0       | Inter de Milán    |

### Grupo B
| Equipo            | Pts. | PJ | PG | PE | PP | GF | GC | Dif. |
| ----------------- | ---- | -- | -- | -- | -- | -- | -- | ---- |
| Schalke 04        | 13   | 6  | 4  | 1  | 1  | 10 | 3  | +7   |
| Olympique de Lyon | 10   | 6  | 3  | 1  | 2  | 11 | 10 | +1   |
| Benfica           | 6    | 6  | 2  | 0  | 4  | 7  | 12 | -5   |
| Hapoel Tel Aviv   | 5    | 6  | 1  | 2  | 3  | 7  | 10 | -3   |

| Fecha            | Lugar              | Local             | Resultado | Visitante         |
| ---------------- | ------------------ | ----------------- | --------- | ----------------- |
| 14 de septiembre | Stade Gerland      | Olympique de Lyon | 1:0       | Schalke 04        |
| 14 de septiembre | Estádio da Luz     | Benfica           | 2:0       | Hapoel Tel Aviv   |
| 29 de septiembre | Bloomfield Stadium | Hapoel Tel Aviv   | 1:3       | Olympique de Lyon |
| 29 de septiembre | Arena AufSchalke   | Schalke 04        | 2:0       | Benfica           |
| 20 de octubre    | Arena AufSchalke   | Schalke 04        | 3:1       | Hapoel Tel Aviv   |
| 20 de octubre    | Stade Gerland      | Olympique de Lyon | 2:0       | Benfica           |
| 2 de noviembre   | Bloomfield Stadium | Hapoel Tel Aviv   | 0:0       | Schalke 04        |
| 2 de noviembre   | Estádio da Luz     | Benfica           | 4:3       | Olympique de Lyon |
| 24 de noviembre  | Arena AufSchalke   | Schalke 04        | 3:0       | Olympique de Lyon |
| 24 de noviembre  | Bloomfield Stadium | Hapoel Tel Aviv   | 3:0       | Benfica           |
| 7 de diciembre   | Stade Gerland      | Olympique de Lyon | 2:2       | Hapoel Tel Aviv   |
| 7 de diciembre   | Estádio da Luz     | Benfica           | 1:2       | Schalke 04        |

### Grupo C
| Equipo            | Pts. | PJ | PG | PE | PP | GF | GC | Dif. |
| ----------------- | ---- | -- | -- | -- | -- | -- | -- | ---- |
| Manchester United | 14   | 6  | 4  | 2  | 0  | 7  | 1  | +6   |
| Valencia          | 11   | 6  | 3  | 2  | 1  | 15 | 4  | +11  |
| Rangers           | 6    | 6  | 1  | 3  | 2  | 3  | 6  | -3   |
| Bursaspor         | 1    | 6  | 0  | 1  | 5  | 2  | 16 | -14  |

| Fecha            | Lugar                 | Local             | Resultado | Visitante         |
| ---------------- | --------------------- | ----------------- | --------- | ----------------- |
| 14 de septiembre | Old Trafford          | Manchester United | 0:0       | Rangers           |
| 14 de septiembre | Bursa Atatürk Stadium | Bursaspor         | 0:4       | Valencia          |
| 29 de septiembre | Estadio de Mestalla   | Valencia          | 0:1       | Manchester United |
| 29 de septiembre | Ibrox Stadium         | Rangers           | 1:0       | Bursaspor         |
| 20 de octubre    | Ibrox Stadium         | Rangers           | 1:1       | Valencia          |
| 20 de octubre    | Old Trafford          | Manchester United | 1:0       | Bursaspor         |
| 2 de noviembre   | Estadio de Mestalla   | Valencia          | 3:0       | Rangers           |
| 2 de noviembre   | Bursa Atatürk Stadium | Bursaspor         | 0:3       | Manchester United |
| 24 de noviembre  | Ibrox Stadium         | Rangers           | 0:1       | Manchester United |
| 24 de noviembre  | Estadio de Mestalla   | Valencia          | 6:1       | Bursaspor         |
| 7 de diciembre   | Old Trafford          | Manchester United | 1:1       | Valencia          |
| 7 de diciembre   | Bursa Atatürk Stadium | Bursaspor         | 1:1       | Rangers           |

### Grupo D
| Equipo        | Pts. | PJ | PG | PE | PP | GF | GC | Dif. |
| ------------- | ---- | -- | -- | -- | -- | -- | -- | ---- |
| Barcelona     | 14   | 6  | 4  | 2  | 0  | 14 | 3  | +11  |
| Copenhague    | 10   | 6  | 3  | 1  | 2  | 7  | 5  | +2   |
| Rubin Kazán   | 6    | 6  | 1  | 3  | 2  | 2  | 4  | -2   |
| Panathinaikos | 2    | 6  | 0  | 2  | 4  | 2  | 13 | -11  |

| Fecha            | Lugar              | Local         | Resultado | Visitante     |
| ---------------- | ------------------ | ------------- | --------- | ------------- |
| 14 de septiembre | Camp Nou           | Barcelona     | 5:1       | Panathinaikos |
| 14 de septiembre | Parken Stadion     | Copenhague    | 1:0       | Rubin Kazán   |
| 29 de septiembre | Estadio Central    | Rubin Kazán   | 1:1       | Barcelona     |
| 29 de septiembre | Olímpico de Atenas | Panathinaikos | 0:2       | Copenhague    |
| 20 de octubre    | Olímpico de Atenas | Panathinaikos | 0:0       | Rubin Kazán   |
| 20 de octubre    | Camp Nou           | Barcelona     | 2:0       | Copenhague    |
| 2 de noviembre   | Estadio Central    | Rubin Kazán   | 0:0       | Panathinaikos |
| 2 de noviembre   | Parken Stadion     | Copenhague    | 1:1       | Barcelona     |
| 24 de noviembre  | Olímpico de Atenas | Panathinaikos | 0:3       | Barcelona     |
| 24 de noviembre  | Estadio Central    | Rubin Kazán   | 1:0       | Copenhague    |
| 7 de diciembre   | Camp Nou           | Barcelona     | 2:0       | Rubin Kazán   |
| 7 de diciembre   | Parken Stadion     | Copenhague    | 3:1       | Panathinaikos |

### Grupo E
| Equipo        | Pts. | PJ | PG | PE | PP | GF | GC | Dif. |
| ------------- | ---- | -- | -- | -- | -- | -- | -- | ---- |
| Bayern Múnich | 15   | 6  | 5  | 0  | 1  | 16 | 6  | +10  |
| Roma          | 10   | 6  | 3  | 1  | 2  | 10 | 11 | -1   |
| Basilea       | 6    | 6  | 2  | 0  | 4  | 8  | 11 | -3   |
| CFR Cluj      | 4    | 6  | 1  | 1  | 4  | 6  | 12 | -6   |

| Fecha            | Lugar                    | Local         | Resultado | Visitante     |
| ---------------- | ------------------------ | ------------- | --------- | ------------- |
| 15 de septiembre | Fußball Arena München    | Bayern Múnich | 2:0       | Roma          |
| 15 de septiembre | Dr. Constantin Rădulescu | CFR Cluj      | 2:1       | Basilea       |
| 28 de septiembre | St. Jakob Park           | Basilea       | 1:2       | Bayern Múnich |
| 28 de septiembre | Olímpico de Roma         | Roma          | 2:1       | CFR Cluj      |
| 19 de octubre    | Olímpico de Roma         | Roma          | 1:3       | Basilea       |
| 19 de octubre    | Fußball Arena München    | Bayern Múnich | 3:2       | CFR Cluj      |
| 3 de noviembre   | St. Jakob Park           | Basilea       | 2:3       | Roma          |
| 3 de noviembre   | Dr. Constantin Rădulescu | CFR Cluj      | 0:4       | Bayern Múnich |
| 23 de noviembre  | Olímpico de Roma         | Roma          | 3:2       | Bayern Múnich |
| 23 de noviembre  | St. Jakob Park           | Basilea       | 1:0       | CFR Cluj      |
| 8 de diciembre   | Fußball Arena München    | Bayern Múnich | 3:0       | Basilea       |
| 8 de diciembre   | Dr. Constantin Rădulescu | CFR Cluj      | 1:1       | Roma          |

### Grupo F
| Equipo                | Pts. | PJ | PG | PE | PP | GF | GC | Dif. |
| --------------------- | ---- | -- | -- | -- | -- | -- | -- | ---- |
| Chelsea               | 15   | 6  | 5  | 0  | 1  | 14 | 4  | +10  |
| Olympique de Marsella | 12   | 6  | 4  | 0  | 2  | 12 | 3  | +9   |
| Spartak Moscú         | 9    | 6  | 3  | 0  | 3  | 7  | 10 | -3   |
| Žilina                | 0    | 6  | 0  | 0  | 6  | 3  | 19 | -16  |

| Fecha            | Lugar             | Local                 | Resultado | Visitante             |
| ---------------- | ----------------- | --------------------- | --------- | --------------------- |
| 15 de septiembre | Stade Vélodrome   | Olympique de Marsella | 0:1       | Spartak Moscú         |
| 15 de septiembre | Pod Dubňom        | MŠK Žilina            | 1:4       | Chelsea               |
| 28 de septiembre | Stamford Bridge   | Chelsea               | 2:0       | Olympique de Marsella |
| 28 de septiembre | Olímpico Luzhniki | Spartak Moscú         | 3:0       | MŠK Žilina            |
| 19 de octubre    | Olímpico Luzhniki | Spartak Moscú         | 0:2       | Chelsea               |
| 19 de octubre    | Stade Vélodrome   | Olympique de Marsella | 1:0       | MŠK Žilina            |
| 3 de noviembre   | Stamford Bridge   | Chelsea               | 4:1       | Spartak Moscú         |
| 3 de noviembre   | Pod Dubňom        | MŠK Žilina            | 0:7       | Olympique de Marsella |
| 23 de noviembre  | Olímpico Luzhniki | Spartak Moscú         | 0:3       | Olympique de Marsella |
| 23 de noviembre  | Stamford Bridge   | Chelsea               | 2:1       | MŠK Žilina            |
| 8 de diciembre   | Stade Vélodrome   | Olympique de Marsella | 1:0       | Chelsea               |
| 8 de diciembre   | Pod Dubňom        | MŠK Žilina            | 1:2       | Spartak Moscú         |

### Grupo G
| Equipo      | Pts. | PJ | PG | PE | PP | GF | GC | Dif. |
| ----------- | ---- | -- | -- | -- | -- | -- | -- | ---- |
| Real Madrid | 16   | 6  | 5  | 1  | 0  | 15 | 2  | +13  |
| Milan       | 8    | 6  | 2  | 2  | 2  | 7  | 7  | 0    |
| Ajax        | 7    | 6  | 2  | 1  | 3  | 6  | 10 | -4   |
| Auxerre     | 3    | 6  | 1  | 0  | 5  | 3  | 12 | -9   |

| Fecha            | Lugar                       | Local       | Resultado | Visitante   |
| ---------------- | --------------------------- | ----------- | --------- | ----------- |
| 15 de septiembre | Santiago Bernabéu           | Real Madrid | 2:0       | Ajax        |
| 15 de septiembre | Giuseppe Meazza             | Milan       | 2:0       | Auxerre     |
| 28 de septiembre | Estadio de l'Abbé-Deschamps | Auxerre     | 0:1       | Real Madrid |
| 28 de septiembre | Amsterdam Arena             | Ajax        | 1:1       | Milan       |
| 19 de octubre    | Amsterdam Arena             | Ajax        | 2:1       | Auxerre     |
| 19 de octubre    | Santiago Bernabéu           | Real Madrid | 2:0       | Milan       |
| 3 de noviembre   | Estadio de l'Abbé-Deschamps | Auxerre     | 2:1       | Ajax        |
| 3 de noviembre   | Giuseppe Meazza             | Milan       | 2:2       | Real Madrid |
| 23 de noviembre  | Amsterdam Arena             | Ajax        | 0:4       | Real Madrid |
| 23 de noviembre  | Estadio de l'Abbé-Deschamps | Auxerre     | 0:2       | Milan       |
| 8 de diciembre   | Santiago Bernabéu           | Real Madrid | 4:0       | Auxerre     |
| 8 de diciembre   | Giuseppe Meazza             | Milan       | 0:2       | Ajax        |

### Grupo H
| Equipo           | Pts. | PJ | PG | PE | PP | GF | GC | Dif. |
| ---------------- | ---- | -- | -- | -- | -- | -- | -- | ---- |
| Shakhtar Donetsk | 15   | 6  | 5  | 0  | 1  | 12 | 6  | +6   |
| Arsenal          | 12   | 6  | 4  | 0  | 2  | 18 | 7  | +11  |
| Sporting Braga   | 9    | 6  | 3  | 0  | 3  | 5  | 11 | -6   |
| Partizán         | 0    | 6  | 0  | 0  | 6  | 2  | 13 | -11  |

| Fecha            | Lugar              | Local            | Resultado | Visitante        |
| ---------------- | ------------------ | ---------------- | --------- | ---------------- |
| 15 de septiembre | Arsenal Stadium    | Arsenal          | 6:0       | Sporting Braga   |
| 15 de septiembre | Donbass Arena      | Shakhtar Donetsk | 1:0       | Partizán         |
| 28 de septiembre | Estadio Partizan   | Partizán         | 1:3       | Arsenal          |
| 28 de septiembre | Municipal de Braga | Sporting Braga   | 0:3       | Shakhtar Donetsk |
| 19 de octubre    | Municipal de Braga | Sporting Braga   | 2:0       | Partizán         |
| 19 de octubre    | Arsenal Stadium    | Arsenal          | 5:1       | Shakhtar Donetsk |
| 3 de noviembre   | Estadio Partizan   | Partizán         | 0:1       | Sporting Braga   |
| 3 de noviembre   | Donbass Arena      | Shakhtar Donetsk | 2:1       | Arsenal          |
| 23 de noviembre  | Municipal de Braga | Sporting Braga   | 2:0       | Arsenal          |
| 23 de noviembre  | Estadio Partizan   | Partizán         | 0:3       | Shakhtar Donetsk |
| 8 de diciembre   | Arsenal Stadium    | Arsenal          | 3:1       | Partizán         |
| 8 de diciembre   | Donbass Arena      | Shakhtar Donetsk | 2:0       | Sporting Braga   |

## Segunda fase
|  | Octavos de final                                                    | Octavos de final                                                    | Octavos de final                                                    | Octavos de final                                                    | Octavos de final                                                    |   |    | Cuartos de final                                                | Cuartos de final                                                | Cuartos de final                                                | Cuartos de final                                                | Cuartos de final                                                |  |    | Semifinales                                                   | Semifinales                                                   | Semifinales                                                   | Semifinales                                                   | Semifinales                                                   |  |    | Final                                          | Final                                          | Final                                          |  |
|  | 15 al 23 de febrero de 2011 (ida) 8 al 16 de marzo de 2011 (vuelta) | 15 al 23 de febrero de 2011 (ida) 8 al 16 de marzo de 2011 (vuelta) | 15 al 23 de febrero de 2011 (ida) 8 al 16 de marzo de 2011 (vuelta) | 15 al 23 de febrero de 2011 (ida) 8 al 16 de marzo de 2011 (vuelta) | 15 al 23 de febrero de 2011 (ida) 8 al 16 de marzo de 2011 (vuelta) |   |    | 5 y 6 de abril de 2011 (ida)] 12 y 13 de abril de 2011 (vuelta) | 5 y 6 de abril de 2011 (ida)] 12 y 13 de abril de 2011 (vuelta) | 5 y 6 de abril de 2011 (ida)] 12 y 13 de abril de 2011 (vuelta) | 5 y 6 de abril de 2011 (ida)] 12 y 13 de abril de 2011 (vuelta) | 5 y 6 de abril de 2011 (ida)] 12 y 13 de abril de 2011 (vuelta) |  |    | 26 y 27 de abril de 2011 (ida) 3 y 4 de mayo de 2011 (vuelta) | 26 y 27 de abril de 2011 (ida) 3 y 4 de mayo de 2011 (vuelta) | 26 y 27 de abril de 2011 (ida) 3 y 4 de mayo de 2011 (vuelta) | 26 y 27 de abril de 2011 (ida) 3 y 4 de mayo de 2011 (vuelta) | 26 y 27 de abril de 2011 (ida) 3 y 4 de mayo de 2011 (vuelta) |  |    | 28 de mayo de 2011 Estadio de Wembley, Londres | 28 de mayo de 2011 Estadio de Wembley, Londres | 28 de mayo de 2011 Estadio de Wembley, Londres |  |
|  |                                                                     |                                                                     |                                                                     |                                                                     |                                                                     |   |    |                                                                 |                                                                 |                                                                 |                                                                 |                                                                 |  |    |                                                               |                                                               |                                                               |                                                               |                                                               |  |    |                                                |                                                |                                                |  |
|  |                                                                     |                                                                     |                                                                     |                                                                     |                                                                     |   |    |                                                                 |                                                                 |                                                                 |                                                                 |                                                                 |  |    |                                                               |                                                               |                                                               |                                                               |                                                               |  |    |                                                |                                                |                                                |  |
|  | 2B                                                                  | Olympique de Lyon                                                   | 1                                                                   | 0                                                                   | 1                                                                   |   |    |                                                                 |                                                                 |                                                                 |                                                                 |                                                                 |  |    |                                                               |                                                               |                                                               |                                                               |                                                               |  |    |                                                |                                                |                                                |  |
|  | 2B                                                                  | Olympique de Lyon                                                   | 1                                                                   | 0                                                                   | 1                                                                   |   |    |                                                                 |                                                                 |                                                                 |                                                                 |                                                                 |  |    |                                                               |                                                               |                                                               |                                                               |                                                               |  |    |                                                |                                                |                                                |  |
|  | 1G                                                                  | Real Madrid                                                         | 1                                                                   | 3                                                                   | 4                                                                   |   |    |                                                                 |                                                                 |                                                                 |                                                                 |                                                                 |  |    |                                                               |                                                               |                                                               |                                                               |                                                               |  |    |                                                |                                                |                                                |  |
|  | 1G                                                                  | Real Madrid                                                         | 1                                                                   | 3                                                                   | 4                                                                   |   | 1G | Real Madrid                                                     | 4                                                               | 1                                                               | 5                                                               |                                                                 |  |    |                                                               |                                                               |                                                               |                                                               |                                                               |  |    |                                                |                                                |                                                |  |
|  |                                                                     |                                                                     |                                                                     |                                                                     |                                                                     |   | 1G | Real Madrid                                                     | 4                                                               | 1                                                               | 5                                                               |                                                                 |  |    |                                                               |                                                               |                                                               |                                                               |                                                               |  |    |                                                |                                                |                                                |  |
|  |                                                                     |                                                                     | 1A                                                                  | Tottenham Hotspur                                                   | 0                                                                   | 0 | 0  |                                                                 |                                                                 |                                                                 |                                                                 |                                                                 |  |    |                                                               |                                                               |                                                               |                                                               |                                                               |  |    |                                                |                                                |                                                |  |
|  | 2G                                                                  | Milan                                                               | 1A                                                                  | Tottenham Hotspur                                                   | 0                                                                   | 0 | 0  | 0                                                               | 0                                                               | 0                                                               |                                                                 |                                                                 |  |    |                                                               |                                                               |                                                               |                                                               |                                                               |  |    |                                                |                                                |                                                |  |
|  | 2G                                                                  | Milan                                                               |                                                                     |                                                                     |                                                                     |   |    |                                                                 |                                                                 | 0                                                               |                                                                 |                                                                 |  |    |                                                               |                                                               |                                                               |                                                               |                                                               |  |    |                                                |                                                |                                                |  |
|  | 1A                                                                  | Tottenham Hotspur                                                   | 1                                                                   | 0                                                                   | 1                                                                   |   |    |                                                                 |                                                                 |                                                                 |                                                                 |                                                                 |  |    |                                                               |                                                               |                                                               |                                                               |                                                               |  |    |                                                |                                                |                                                |  |
|  | 1A                                                                  | Tottenham Hotspur                                                   | 1                                                                   | 0                                                                   | 1                                                                   |   |    |                                                                 |                                                                 |                                                                 |                                                                 |                                                                 |  | 1G | Real Madrid                                                   | 0                                                             | 1                                                             | 1                                                             |                                                               |  |    |                                                |                                                |                                                |  |
|  |                                                                     |                                                                     |                                                                     |                                                                     |                                                                     |   |    |                                                                 |                                                                 |                                                                 |                                                                 |                                                                 |  | 1G | Real Madrid                                                   | 0                                                             | 1                                                             | 1                                                             |                                                               |  |    |                                                |                                                |                                                |  |
|  |                                                                     |                                                                     | 1D                                                                  | Barcelona                                                           | 2                                                                   | 1 | 3  |                                                                 |                                                                 |                                                                 |                                                                 |                                                                 |  |    |                                                               |                                                               |                                                               |                                                               |                                                               |  |    |                                                |                                                |                                                |  |
|  | 2H                                                                  | Arsenal                                                             | 1D                                                                  | Barcelona                                                           | 2                                                                   | 1 | 3  | 2                                                               | 1                                                               | 3                                                               |                                                                 |                                                                 |  |    |                                                               |                                                               |                                                               |                                                               |                                                               |  |    |                                                |                                                |                                                |  |
|  | 2H                                                                  | Arsenal                                                             |                                                                     |                                                                     |                                                                     |   |    |                                                                 |                                                                 | 3                                                               |                                                                 |                                                                 |  |    |                                                               |                                                               |                                                               |                                                               |                                                               |  |    |                                                |                                                |                                                |  |
|  | 1D                                                                  | Barcelona                                                           | 1                                                                   | 3                                                                   | 4                                                                   |   |    |                                                                 |                                                                 |                                                                 |                                                                 |                                                                 |  |    |                                                               |                                                               |                                                               |                                                               |                                                               |  |    |                                                |                                                |                                                |  |
|  | 1D                                                                  | Barcelona                                                           | 1                                                                   | 3                                                                   | 4                                                                   |   | 1D | Barcelona                                                       | 5                                                               | 1                                                               | 6                                                               |                                                                 |  |    |                                                               |                                                               |                                                               |                                                               |                                                               |  |    |                                                |                                                |                                                |  |
|  |                                                                     |                                                                     |                                                                     |                                                                     |                                                                     |   | 1D | Barcelona                                                       | 5                                                               | 1                                                               | 6                                                               |                                                                 |  |    |                                                               |                                                               |                                                               |                                                               |                                                               |  |    |                                                |                                                |                                                |  |
|  |                                                                     |                                                                     | 1H                                                                  | Shakhtar Donetsk                                                    | 1                                                                   | 0 | 1  |                                                                 |                                                                 |                                                                 |                                                                 |                                                                 |  |    |                                                               |                                                               |                                                               |                                                               |                                                               |  |    |                                                |                                                |                                                |  |
|  | 2E                                                                  | Roma                                                                | 1H                                                                  | Shakhtar Donetsk                                                    | 1                                                                   | 0 | 1  | 2                                                               | 0                                                               | 2                                                               |                                                                 |                                                                 |  |    |                                                               |                                                               |                                                               |                                                               |                                                               |  |    |                                                |                                                |                                                |  |
|  | 2E                                                                  | Roma                                                                |                                                                     |                                                                     |                                                                     |   |    |                                                                 |                                                                 | 2                                                               |                                                                 |                                                                 |  |    |                                                               |                                                               |                                                               |                                                               |                                                               |  |    |                                                |                                                |                                                |  |
|  | 1H                                                                  | Shakhtar Donetsk                                                    | 3                                                                   | 3                                                                   | 6                                                                   |   |    |                                                                 |                                                                 |                                                                 |                                                                 |                                                                 |  |    |                                                               |                                                               |                                                               |                                                               |                                                               |  |    |                                                |                                                |                                                |  |
|  | 1H                                                                  | Shakhtar Donetsk                                                    | 3                                                                   | 3                                                                   | 6                                                                   |   |    |                                                                 |                                                                 |                                                                 |                                                                 |                                                                 |  |    |                                                               |                                                               |                                                               |                                                               |                                                               |  | 1D | Barcelona                                      | 3                                              |                                                |  |
|  |                                                                     |                                                                     |                                                                     |                                                                     |                                                                     |   |    |                                                                 |                                                                 |                                                                 |                                                                 |                                                                 |  |    |                                                               |                                                               |                                                               |                                                               |                                                               |  | 1D | Barcelona                                      | 3                                              |                                                |  |
|  |                                                                     |                                                                     | 1C                                                                  | Manchester United                                                   | 1                                                                   |   |    |                                                                 |                                                                 |                                                                 |                                                                 |                                                                 |  |    |                                                               |                                                               |                                                               |                                                               |                                                               |  |    |                                                |                                                |                                                |  |
|  | 2A                                                                  | Inter de Milán (v.)                                                 | 1C                                                                  | Manchester United                                                   | 1                                                                   | 0 | 3  | 3                                                               |                                                                 |                                                                 |                                                                 |                                                                 |  |    |                                                               |                                                               |                                                               |                                                               |                                                               |  |    |                                                |                                                |                                                |  |
|  | 2A                                                                  | Inter de Milán (v.)                                                 |                                                                     |                                                                     |                                                                     |   |    |                                                                 |                                                                 |                                                                 |                                                                 |                                                                 |  |    |                                                               |                                                               |                                                               |                                                               |                                                               |  |    |                                                |                                                |                                                |  |
|  | 1E                                                                  | Bayern Múnich                                                       | 1                                                                   | 2                                                                   | 3                                                                   |   |    |                                                                 |                                                                 |                                                                 |                                                                 |                                                                 |  |    |                                                               |                                                               |                                                               |                                                               |                                                               |  |    |                                                |                                                |                                                |  |
|  | 1E                                                                  | Bayern Múnich                                                       | 1                                                                   | 2                                                                   | 3                                                                   |   | 2A | Inter de Milán                                                  | 2                                                               | 1                                                               | 3                                                               |                                                                 |  |    |                                                               |                                                               |                                                               |                                                               |                                                               |  |    |                                                |                                                |                                                |  |
|  |                                                                     |                                                                     |                                                                     |                                                                     |                                                                     |   | 2A | Inter de Milán                                                  | 2                                                               | 1                                                               | 3                                                               |                                                                 |  |    |                                                               |                                                               |                                                               |                                                               |                                                               |  |    |                                                |                                                |                                                |  |
|  |                                                                     |                                                                     | 1B                                                                  | Schalke 04                                                          | 5                                                                   | 2 | 7  |                                                                 |                                                                 |                                                                 |                                                                 |                                                                 |  |    |                                                               |                                                               |                                                               |                                                               |                                                               |  |    |                                                |                                                |                                                |  |
|  | 2C                                                                  | Valencia                                                            | 1B                                                                  | Schalke 04                                                          | 5                                                                   | 2 | 7  | 1                                                               | 1                                                               | 2                                                               |                                                                 |                                                                 |  |    |                                                               |                                                               |                                                               |                                                               |                                                               |  |    |                                                |                                                |                                                |  |
|  | 2C                                                                  | Valencia                                                            |                                                                     |                                                                     |                                                                     |   |    |                                                                 |                                                                 | 2                                                               |                                                                 |                                                                 |  |    |                                                               |                                                               |                                                               |                                                               |                                                               |  |    |                                                |                                                |                                                |  |
|  | 1B                                                                  | Schalke 04                                                          | 1                                                                   | 3                                                                   | 4                                                                   |   |    |                                                                 |                                                                 |                                                                 |                                                                 |                                                                 |  |    |                                                               |                                                               |                                                               |                                                               |                                                               |  |    |                                                |                                                |                                                |  |
|  | 1B                                                                  | Schalke 04                                                          | 1                                                                   | 3                                                                   | 4                                                                   |   |    |                                                                 |                                                                 |                                                                 |                                                                 |                                                                 |  | 1B | Schalke 04                                                    | 0                                                             | 1                                                             | 1                                                             |                                                               |  |    |                                                |                                                |                                                |  |
|  |                                                                     |                                                                     |                                                                     |                                                                     |                                                                     |   |    |                                                                 |                                                                 |                                                                 |                                                                 |                                                                 |  | 1B | Schalke 04                                                    | 0                                                             | 1                                                             | 1                                                             |                                                               |  |    |                                                |                                                |                                                |  |
|  |                                                                     |                                                                     | 1C                                                                  | Manchester United                                                   | 2                                                                   | 4 | 6  |                                                                 |                                                                 |                                                                 |                                                                 |                                                                 |  |    |                                                               |                                                               |                                                               |                                                               |                                                               |  |    |                                                |                                                |                                                |  |
|  | 2D                                                                  | Copenhague                                                          | 1C                                                                  | Manchester United                                                   | 2                                                                   | 4 | 6  | 0                                                               | 0                                                               | 0                                                               |                                                                 |                                                                 |  |    |                                                               |                                                               |                                                               |                                                               |                                                               |  |    |                                                |                                                |                                                |  |
|  | 2D                                                                  | Copenhague                                                          |                                                                     |                                                                     |                                                                     |   |    |                                                                 |                                                                 | 0                                                               |                                                                 |                                                                 |  |    |                                                               |                                                               |                                                               |                                                               |                                                               |  |    |                                                |                                                |                                                |  |
|  | 1F                                                                  | Chelsea                                                             | 2                                                                   | 0                                                                   | 2                                                                   |   |    |                                                                 |                                                                 |                                                                 |                                                                 |                                                                 |  |    |                                                               |                                                               |                                                               |                                                               |                                                               |  |    |                                                |                                                |                                                |  |
|  | 1F                                                                  | Chelsea                                                             | 2                                                                   | 0                                                                   | 2                                                                   |   | 1F | Chelsea                                                         | 0                                                               | 1                                                               | 1                                                               |                                                                 |  |    |                                                               |                                                               |                                                               |                                                               |                                                               |  |    |                                                |                                                |                                                |  |
|  |                                                                     |                                                                     |                                                                     |                                                                     |                                                                     |   | 1F | Chelsea                                                         | 0                                                               | 1                                                               | 1                                                               |                                                                 |  |    |                                                               |                                                               |                                                               |                                                               |                                                               |  |    |                                                |                                                |                                                |  |
|  |                                                                     |                                                                     | 1C                                                                  | Manchester United                                                   | 1                                                                   | 2 | 3  |                                                                 |                                                                 |                                                                 |                                                                 |                                                                 |  |    |                                                               |                                                               |                                                               |                                                               |                                                               |  |    |                                                |                                                |                                                |  |
|  | 2F                                                                  | Olympique de Marsella                                               | 1C                                                                  | Manchester United                                                   | 1                                                                   | 2 | 3  | 0                                                               | 1                                                               | 1                                                               |                                                                 |                                                                 |  |    |                                                               |                                                               |                                                               |                                                               |                                                               |  |    |                                                |                                                |                                                |  |
|  | 2F                                                                  | Olympique de Marsella                                               |                                                                     |                                                                     |                                                                     |   |    |                                                                 |                                                                 | 1                                                               |                                                                 |                                                                 |  |    |                                                               |                                                               |                                                               |                                                               |                                                               |  |    |                                                |                                                |                                                |  |
|  | 1C                                                                  | Manchester United                                                   | 0                                                                   | 2                                                                   | 2                                                                   |   |    |                                                                 |                                                                 |                                                                 |                                                                 |                                                                 |  |    |                                                               |                                                               |                                                               |                                                               |                                                               |  |    |                                                |                                                |                                                |  |
|  | 1C                                                                  | Manchester United                                                   | 0                                                                   | 2                                                                   | 2                                                                   |   |    |                                                                 |                                                                 |                                                                 |                                                                 |                                                                 |  |    |                                                               |                                                               |                                                               |                                                               |                                                               |  |    |                                                |                                                |                                                |  |
|  |                                                                     |                                                                     |                                                                     |                                                                     |                                                                     |   |    |                                                                 |                                                                 |                                                                 |                                                                 |                                                                 |  |    |                                                               |                                                               |                                                               |                                                               |                                                               |  |    |                                                |                                                |                                                |  |

### Octavos de final
En estos encuentros rige la regla del gol de visitante, que determina que el equipo que haya convertido más goles como visitante gana si hay empate en la diferencia de goles. En caso de que no hubiese ganador en el período regular, se realizarán tiros desde el punto penal. El sorteo se realizó el 17 de diciembre del 2010.
| 15 de febrero de 2011 | Milan | 0:1 (0:0) | Tottenham Hotspur | Giuseppe Meazza, Milán                                                |                                                                       |
|                       |       | Reporte   | Crouch 80'        | Asistencia: 75.652 espectadores Árbitro(s): Stéphane Lannoy (Francia) | Asistencia: 75.652 espectadores Árbitro(s): Stéphane Lannoy (Francia) |

| 9 de marzo de 2011 | Tottenham Hotspur | 0:0     | Milan | White Hart Lane, Londres                                                 |                                                                          |
|                    |                   | Reporte |       | Asistencia: 34,320 espectadores Árbitro(s): Frank De Bleeckere (Bélgica) | Asistencia: 34,320 espectadores Árbitro(s): Frank De Bleeckere (Bélgica) |

| 15 de febrero de 2011 | Valencia    | 1:1 (1:0) | Schalke 04 | Mestalla, Valencia                                                   |                                                                      |
|                       | Soldado 17' | Reporte   | Raúl 64'   | Asistencia: 42.703 espectadores Árbitro(s): Aleksei Nikolaev (Rusia) | Asistencia: 42.703 espectadores Árbitro(s): Aleksei Nikolaev (Rusia) |

| 9 de marzo de 2011 | Schalke 04                        | 3:1 (1:1) | Valencia          | Arena AufSchalke, Gelsenkirchen                                     |                                                                     |
|                    | Farfán 40' 90+4' · Gavranović 52' | Reporte   | Ricardo Costa 17' | Asistencia: 55.000 espectadores Árbitro(s): Jonas Eriksson (Suecia) | Asistencia: 55.000 espectadores Árbitro(s): Jonas Eriksson (Suecia) |

| 16 de febrero de 2011 | Roma                       | 2:3 (1:3) | Shakhtar Donetsk                                  | Olímpico de Roma, Roma                                                      |                                                                             |
|                       | Raţ 28' (a.g.) · Ménez 61' | Reporte   | Jadson 29' · Douglas Costa 36' · Luiz Adriano 41' | Asistencia: 39.876 espectadores Árbitro(s): Olegário Benquerença (Portugal) | Asistencia: 39.876 espectadores Árbitro(s): Olegário Benquerença (Portugal) |

| 8 de marzo de 2011 | Shakhtar Donetsk              | 3:0 (1:0) | Roma | Donbass Arena, Donetsk                                               |                                                                      |
|                    | Willian 18' 58' · Eduardo 87' | Reporte   |      | Asistencia: 46.543 espectadores Árbitro(s): Howard Webb (Inglaterra) | Asistencia: 46.543 espectadores Árbitro(s): Howard Webb (Inglaterra) |

| 16 de febrero de 2011 | Arsenal                       | 2:1 (0:1) | Barcelona | Arsenal Stadium, Londres                                            |                                                                     |
|                       | van Persie 78' · Arshavin 83' | Reporte   | Villa 26' | Asistencia: 59,874 espectadores Árbitro(s): Nicola Rizzoli (Italia) | Asistencia: 59,874 espectadores Árbitro(s): Nicola Rizzoli (Italia) |

| 8 de marzo de 2011 | Barcelona                  | 3:1 (1:0) | Arsenal             | Camp Nou, Barcelona                                                 |                                                                     |
|                    | Messi 45+3' 71' · Xavi 69' | Reporte   | Busquets 53' (a.g.) | Asistencia: 95,486 espectadores Árbitro(s): Massimo Busacca (Suiza) | Asistencia: 95,486 espectadores Árbitro(s): Massimo Busacca (Suiza) |

| 22 de febrero de 2011 | Copenhague | 0:2 (0:1) | Chelsea        | Parken Stadion, Copenhague                                               |                                                                          |
|                       |            | Reporte   | Anelka 17' 54' | Asistencia: 28,000 espectadores Árbitro(s): Björn Kuipers (Países Bajos) | Asistencia: 28,000 espectadores Árbitro(s): Björn Kuipers (Países Bajos) |

| 16 de marzo de 2011 | Chelsea | 0:0     | Copenhague | Stamford Bridge, Londres                                                |                                                                         |
|                     |         | Reporte |            | Asistencia: 36,454 espectadores Árbitro(s): Svein Oddvar Moen (Noruega) | Asistencia: 36,454 espectadores Árbitro(s): Svein Oddvar Moen (Noruega) |

| 22 de febrero de 2011 | Olympique de Lyon | 1:1 (0:0) | Real Madrid | Stade Gerland, Lyon                                                   |                                                                       |
|                       | Gomis 83'         | Reporte   | Benzema 65' | Asistencia: 38,000 espectadores Árbitro(s): Wolfgang Stark (Alemania) | Asistencia: 38,000 espectadores Árbitro(s): Wolfgang Stark (Alemania) |

| 16 de marzo de 2011 | Real Madrid                              | 3:0 (1:0) | Olympique de Lyon | Santiago Bernabéu, Madrid                                             |                                                                       |
|                     | Marcelo 37' · Benzema 66' · Di María 76' | Reporte   |                   | Asistencia: 76,489 espectadores Árbitro(s): Damir Skomina (Eslovenia) | Asistencia: 76,489 espectadores Árbitro(s): Damir Skomina (Eslovenia) |

| 23 de febrero de 2011 | Olympique de Marsella | 0:0     | Manchester United | Stade Vélodrome, Marsella                                          |                                                                    |
|                       |                       | Reporte |                   | Asistencia: 58,000 espectadores Árbitro(s): Felix Brych (Alemania) | Asistencia: 58,000 espectadores Árbitro(s): Felix Brych (Alemania) |

| 15 de marzo de 2011 | Manchester United | 2:1 (1:0) | Olympique de Marsella | Old Trafford, Manchester                                                     |                                                                              |
|                     | Hernández 5' 75'  | Reporte   | Brown 82' (a.g.)      | Asistencia: 73,996 espectadores Árbitro(s): Carlos Velasco Carballo (España) | Asistencia: 73,996 espectadores Árbitro(s): Carlos Velasco Carballo (España) |

| 23 de febrero de 2011 | Inter de Milán | 0:1 (0:0) | Bayern Múnich | Giuseppe Meazza, Milán                                              |                                                                     |
|                       |                | Reporte   | Gómez 90'     | Asistencia: 71,462 espectadores Árbitro(s): Viktor Kassai (Hungría) | Asistencia: 71,462 espectadores Árbitro(s): Viktor Kassai (Hungría) |

| 15 de marzo de 2011 | Bayern Múnich          | 2:3 (2:1) | Inter de Milán                       | Fußball Arena München, Múnich                                        |                                                                      |
|                     | Gómez 21' · Müller 31' | Reporte   | Eto'o 4' · Sneijder 63' · Pandev 88' | Asistencia: 69,000 espectadores Árbitro(s): Pedro Proença (Portugal) | Asistencia: 69,000 espectadores Árbitro(s): Pedro Proença (Portugal) |

### Cuartos de final
El 18 de marzo del 2011 se hizo el sorteo en el que participaron los mejores ocho equipos. En estos encuentros rige la regla del gol de visitante, que determina que el equipo que haya convertido más goles como visitante gana si hay empate en la diferencia de goles. En caso de que no hubiese ganador en el período regular, se realizarán tiros desde el punto penal.
| 5 de abril de 2011 | Real Madrid                                            | 4:0 (1:0) | Tottenham Hotspur | Santiago Bernabéu, Madrid                                          |                                                                    |
|                    | Adebayor 4' 56' · Di María 71' · Cristiano Ronaldo 87' | Reporte   |                   | Asistencia: 79.500 espectadores Árbitro(s): Felix Brych (Alemania) | Asistencia: 79.500 espectadores Árbitro(s): Felix Brych (Alemania) |

| 13 de abril de 2011 | Tottenham Hotspur | 0:1 (0:0) | Real Madrid           | White Hart Lane, Londres                                            |                                                                     |
|                     |                   | Reporte   | Cristiano Ronaldo 50' | Asistencia: 36.240 espectadores Árbitro(s): Nicola Rizzoli (Italia) | Asistencia: 36.240 espectadores Árbitro(s): Nicola Rizzoli (Italia) |

| 5 de abril de 2011                                          | Inter de Milán            | 2:5 (2:2) | Schalke 04                                                | Giuseppe Meazza, Milán                                                   |                                                                          |
|                                                             | Stanković 1' · Milito 34' | Reporte   | Matip 17' · Edu 40' 75' · Raúl 53' · Ranocchia 57' (a.g.) | Asistencia: 72.770 espectadores Árbitro(s): Martin Atkinson (Inglaterra) | Asistencia: 72.770 espectadores Árbitro(s): Martin Atkinson (Inglaterra) |
| El gol de Dejan Stanković fue convertido a los 25 segundos. |                           |           |                                                           |                                                                          |                                                                          |

| 13 de abril de 2011 | Schalke 04             | 2:1 (1:0) | Inter de Milán   | Arena AufSchalke, Gelsenkirchen                                       |                                                                       |
|                     | Raúl 45' · Höwedes 81' | Reporte   | Thiago Motta 49' | Asistencia: 53.000 espectadores Árbitro(s): Damir Skomina (Eslovenia) | Asistencia: 53.000 espectadores Árbitro(s): Damir Skomina (Eslovenia) |

| 6 de abril de 2011 | Chelsea | 0:1 (0:1) | Manchester United | Stamford Bridge, Londres                                                      |                                                                               |
|                    |         | Reporte   | Rooney 24'        | Asistencia: 37.915 espectadores Árbitro(s): Alberto Undiano Mallenco (España) | Asistencia: 37.915 espectadores Árbitro(s): Alberto Undiano Mallenco (España) |

| 12 de abril de 2011 | Manchester United        | 2:1 (1:0) | Chelsea    | Old Trafford, Manchester                                                    |                                                                             |
|                     | Hernández 43' · Park 77' | Reporte   | Drogba 76' | Asistencia: 75.000 espectadores Árbitro(s): Olegário Benquerença (Portugal) | Asistencia: 75.000 espectadores Árbitro(s): Olegário Benquerença (Portugal) |

| 6 de abril de 2011 | Barcelona                                                 | 5:1 (2:0) | Shakhtar Donetsk | Camp Nou, Barcelona                                                 |                                                                     |
|                    | Iniesta 2' · Alves 34' · Piqué 53' · Keita 60' · Xavi 86' | Reporte   | Rakitskiy 59'    | Asistencia: 86.518 espectadores Árbitro(s): Craig Thomson (Escocia) | Asistencia: 86.518 espectadores Árbitro(s): Craig Thomson (Escocia) |

| 12 de abril de 2011 | Shakhtar Donetsk | 0:1 (0:1) | Barcelona | Donbass Arena, Donetsk                                               |                                                                      |
|                     |                  | Reporte   | Messi 43' | Asistencia: 50.001 espectadores Árbitro(s): Florian Meyer (Alemania) | Asistencia: 50.001 espectadores Árbitro(s): Florian Meyer (Alemania) |

### Semifinales
Participaron los cuatro mejores equipos. En estos encuentros rige la regla del gol de visitante, que determina que el equipo que haya convertido más goles como visitante gana si hay empate en la diferencia de goles. En caso de que no hubiese ganador en el período regular, se realizarán tiros desde el punto penal.
| 26 de abril de 2011 | Schalke 04 | 0:2 (0:0) | Manchester United      | Arena AufSchalke, Gelsenkirchen                                              |                                                                              |
|                     |            | Reporte   | Giggs 67' · Rooney 69' | Asistencia: 54.142 espectadores Árbitro(s): Carlos Velasco Carballo (España) | Asistencia: 54.142 espectadores Árbitro(s): Carlos Velasco Carballo (España) |

| 4 de mayo de 2011 | Manchester United                            | 4:1 (2:1) | Schalke 04 | Old Trafford, Mánchester                                             |                                                                      |
|                   | Valencia 26' · Gibson 31' · Anderson 72' 77' | Reporte   | Jurado 35' | Asistencia: 75.000 espectadores Árbitro(s): Pedro Proença (Portugal) | Asistencia: 75.000 espectadores Árbitro(s): Pedro Proença (Portugal) |

| 27 de abril de 2011 | Real Madrid | 0:2 (0:0) | Barcelona     | Santiago Bernabéu, Madrid                                             |                                                                       |
|                     |             | Reporte   | Messi 76' 87' | Asistencia: 85.411 espectadores Árbitro(s): Wolfgang Stark (Alemania) | Asistencia: 85.411 espectadores Árbitro(s): Wolfgang Stark (Alemania) |

| 3 de mayo de 2011 | Barcelona | 1:1 (0:0) | Real Madrid | Camp Nou, Barcelona                                                      |                                                                          |
|                   | Pedro 54' | Reporte   | Marcelo 64' | Asistencia: 99.287 espectadores Árbitro(s): Frank De Bleeckere (Bélgica) | Asistencia: 99.287 espectadores Árbitro(s): Frank De Bleeckere (Bélgica) |

### Final
Fue el último partido de la 56.ª temporada de la Liga de Campeones de la UEFA, y la 19.ª desde que es denominada Liga de Campeones (en 1992). El partido se jugó el 28 de mayo de 2011 en el Estadio de Wembley en Londres, Inglaterra. Los dos finalistas fueron el Barcelona y el Manchester United. El encuentro terminó con victoria del equipo español por 3 a 1, siendo así el cuarto título en la Liga de Campeones de la UEFA del Barcelona.
El Wembley Stadium de Londres, donde juega la selección inglesa albergó por primera vez la final de la Liga de Campeones, 19 años después de la última final de esta competición disputada en el antiguo Wembley, sobre cuyas ruinas demolidas está construido el actual campo.
| 1          | POR        | Víctor Valdés     |       |
| 2          | DEF        | Dani Alves        | 88'   |
| 14         | DEF        | Javier Mascherano |       |
| 3          | DEF        | Gerard Piqué      |       |
| 22         | DEF        | Éric Abidal       |       |
| 16         | MED        | Sergio Busquets   |       |
| 6          | MED        | Xavi Hernández    |       |
| 8          | MED        | Andrés Iniesta    |       |
| 7          | DEL        | David Villa       | 86'   |
| 17         | DEL        | Pedro Rodríguez   | 90+2' |
| 10         | DEL        | Lionel Messi      |       |
| Entrenador | Entrenador | Josep Guardiola   |       |

| 1          | POR        | Edwin Van der Sar |     |
| 20         | DEF        | Fábio             | 69' |
| 5          | DEF        | Rio Ferdinand     |     |
| 15         | DEF        | Nemanja Vidić     |     |
| 3          | DEF        | Patrice Evra      |     |
| 25         | MED        | Antonio Valencia  |     |
| 16         | MED        | Michael Carrick   | 77' |
| 11         | MED        | Ryan Giggs        |     |
| 13         | MED        | Park Ji-Sung      |     |
| 10         | DEL        | Wayne Rooney      |     |
| 14         | DEL        | Javier Hernández  |     |
| Entrenador | Entrenador | Alex Ferguson     |     |

| 15 | MED | Seydou Keita    | 86'   |
| 5  | DEF | Carles Puyol    | 88'   |
| 20 | MED | Ibrahim Afellay | 90+2' |

| 17 | DEL | Nani         | 69' |
| 18 | MED | Paul Scholes | 77' |

| Anotado | 27' | Pedro Rodríguez | 1–0 |
| Anotado | 54' | Lionel Messi    | 2–1 |
| Anotado | 70' | David Villa     | 3–1 |

| Anotado | 34' | Wayne Rooney | 1–1 |

| Amonestado | 60' | Dani Alves    |
| Amonestado | 85' | Víctor Valdés |

| Amonestado | 61' | Michael Carrick  |
| Amonestado | 79' | Antonio Valencia |

| Árbitro                    | Viktor Kassai |
| Árbitros asistentes        | Gábor Erős    |
| Árbitros asistentes        | György Ring   |
| Asistentes de línea de gol | Mihály Fábián |
| Asistentes de línea de gol | Tamás Bognár  |
| Cuarto árbitro             | István Vad    |

| 1          | POR        | Víctor Valdés     |       |
| 2          | DEF        | Dani Alves        | 88'   |
| 14         | DEF        | Javier Mascherano |       |
| 3          | DEF        | Gerard Piqué      |       |
| 22         | DEF        | Éric Abidal       |       |
| 16         | MED        | Sergio Busquets   |       |
| 6          | MED        | Xavi Hernández    |       |
| 8          | MED        | Andrés Iniesta    |       |
| 7          | DEL        | David Villa       | 86'   |
| 17         | DEL        | Pedro Rodríguez   | 90+2' |
| 10         | DEL        | Lionel Messi      |       |
| Entrenador | Entrenador | Josep Guardiola   |       |

| 1          | POR        | Edwin Van der Sar |     |
| 20         | DEF        | Fábio             | 69' |
| 5          | DEF        | Rio Ferdinand     |     |
| 15         | DEF        | Nemanja Vidić     |     |
| 3          | DEF        | Patrice Evra      |     |
| 25         | MED        | Antonio Valencia  |     |
| 16         | MED        | Michael Carrick   | 77' |
| 11         | MED        | Ryan Giggs        |     |
| 13         | MED        | Park Ji-Sung      |     |
| 10         | DEL        | Wayne Rooney      |     |
| 14         | DEL        | Javier Hernández  |     |
| Entrenador | Entrenador | Alex Ferguson     |     |

| 15 | MED | Seydou Keita    | 86'   |
| 5  | DEF | Carles Puyol    | 88'   |
| 20 | MED | Ibrahim Afellay | 90+2' |

| 17 | DEL | Nani         | 69' |
| 18 | MED | Paul Scholes | 77' |

| Anotado | 27' | Pedro Rodríguez | 1–0 |
| Anotado | 54' | Lionel Messi    | 2–1 |
| Anotado | 70' | David Villa     | 3–1 |

| Anotado | 34' | Wayne Rooney | 1–1 |

| Amonestado | 60' | Dani Alves    |
| Amonestado | 85' | Víctor Valdés |

| Amonestado | 61' | Michael Carrick  |
| Amonestado | 79' | Antonio Valencia |

| Árbitro                    | Viktor Kassai |
| Árbitros asistentes        | Gábor Erős    |
| Árbitros asistentes        | György Ring   |
| Asistentes de línea de gol | Mihály Fábián |
| Asistentes de línea de gol | Tamás Bognár  |
| Cuarto árbitro             | István Vad    |

|                                    |
| Bandera de España                  |
| Campeón F. C. Barcelona 4.º título |

## Goleadores
| Jugador            | Equipo            | Goles | Minutos |
| ------------------ | ----------------- | ----- | ------- |
| Lionel Messi       | Barcelona         | 12    | 1047'   |
| Mario Gómez        | Bayern Múnich     | 8     | 607'    |
| Samuel Eto'o       | Internazionale    | 8     | 900'    |
| Nicolas Anelka     | Chelsea           | 7     | 584'    |
| Karim Benzema      | Real Madrid       | 6     | 372'    |
| Roberto Soldado    | Valencia          | 6     | 416'    |
| Cristiano Ronaldo  | Real Madrid       | 6     | 1021'   |
| Pedro Rodríguez    | Barcelona         | 5     | 772'    |
| Raúl González      | Schalke 04        | 5     | 1077'   |
| Eduardo            | Shakhtar Donetsk  | 4     | 253'    |
| Marco Borriello    | Roma              | 4     | 518'    |
| Javier Hernández   | Manchester United | 4     | 550'    |
| Peter Crouch       | Tottenham Hotspur | 4     | 581'    |
| Zlatan Ibrahimović | Milan             | 4     | 652'    |
| Gareth Bale        | Tottenham Hotspur | 4     | 735'    |
| Wayne Rooney       | Manchester United | 4     | 803'    |
| Luiz Adriano       | Shakhtar Donetsk  | 4     | 811'    |
| Jefferson Farfán   | Schalke 04        | 4     | 816'    |
| David Villa        | Barcelona         | 4     | 943'    |

## Premios económicos
| Descripción                                          | Premio                              |
| ---------------------------------------------------- | ----------------------------------- |
| Campeón                                              | 9.000.000 €                         |
| Subcampeón                                           | 5.600.000 €                         |
| Semifinalistas                                       | 4.220.000 €                         |
| Cuartofinalistas                                     | 3.300.000 €                         |
| Octavofinalistas                                     | 3.000.000 €                         |
| Por partido ganado en la fase de grupos              | 800.000 €                           |
| Por partido empatado en la fase de grupos            | 400.000 €                           |
| Por haber jugado los 6 partidos de la fase de grupos | 3.300.000 € (550.000 € por partido) |
| Por participar en la competición                     | 3.900.000 €                         |